# Chloe Pirrie
Chloe Pirrie (Edinburgh, 25 augustus 1987) is een Schots actrice.

## Biografie
Pirrie speelde mee in verschillende miniserie waar haar bekendste rol die van Alice Harmon in The Queen's Gambit. Verder speelde ze ook al in verschillende films mee zoals Shell, Youth en Emma.. Voor haar rol van Shell in de gelijknamige film werd ze genomineerd voor twee prijzen waar ze er een van wist te winnen.

## Filmografie

### Films
| Jaar | Film                       | Rol                |
| ---- | -------------------------- | ------------------ |
| 2012 | Shell                      | Shell              |
| 2014 | Blood Cells                | Lauren             |
| 2015 | Youth                      | Girl Screenwriter  |
| 2015 | An Inspector Calls         | Sheila Birling     |
| 2015 | Burn Burn Burn             | Alex               |
| 2016 | To Walk Invisible          | Emily Brontë       |
| 2020 | Emma.                      | Isabella Knightley |
| 2020 | Kindred                    | Jane               |
| 2020 | Look the Other Way and Run | Sammy              |

### Series
| Jaar | Serie                   | Rol                | Extra  |
| ---- | ----------------------- | ------------------ | ------ |
| 2010 | Doctors                 | Megan Rios         | 1 afl. |
| 2013 | Black Mirror            | Gwendolyn Harris   | 1 afl. |
| 2013 | Misfits                 | Debbie             | 1 afl. |
| 2014 | The Game                | Wendy Straw        | 6 afl. |
| 2015 | The Last Panthers       | Carla              | 4 afl. |
| 2016 | War & Peace             | Julie Karagina     | 4 afl. |
| 2016 | The Living and the Dead | Lara               | 4 afl. |
| 2016 | Brief Encounters        | Hellie             | 6 afl. |
| 2017 | Death in Paradise       | Grace Matlock      | 1 afl. |
| 2017 | The Crown               | Eileen Parker      | 3 afl. |
| 2018 | Troy: Fall of a City    | Andromache         | 8 afl. |
| 2019 | The Victim              | Lawyer Ella Mackie | 3 afl. |
| 2019 | Carnival Row            | Dahlia             | 2 afl. |
| 2019 | Temple                  | D.I. Karen Hall    | 7 afl. |
| 2020 | The Queen's Gambit      | Alice Harmon       | 6 afl. |

### Prijzen en nominaties
| Jaar | Prijs                          | Categorie               | Film/Serie | Resultaat   |
| ---- | ------------------------------ | ----------------------- | ---------- | ----------- |
| 2012 | London Film Festival           | Best British Newcomer   | Shell      | Genomineerd |
| 2013 | British Independent Film Award | Most Promising Newcomer | Shell      | Gewonnen    |

- Gemeinsame Normdatei: 104230632X
- International Standard Name Identifier: 0000 0004 1861 9223
- Library of Congress Control Number: no2017134943
- Système universitaire de documentation: 221604200
- Virtual International Authority File: 305259377
- WorldCat: E39PBJxGTFr87P6jFmtw6Ry8G3